# HD186219
HD186219 — хімічно пекулярна зоря спектрального класу A3, що має видиму зоряну величину в смузі V приблизно  5,4.
Вона  розташована на відстані близько 135,4 світлових років від Сонця.